# باسكال أوجيغوي
باسكال أوجيغوي (11 ديسمبر 1976 نيجيريا - ) هو لاعب كرة قدم ألماني.

## روابط خارجية
- باسكال أوجيغوي على موقع الاتحاد الدولي (مؤرشف)  (الإنجليزية)
- باسكال أوجيغوي على موقع قاعدة بيانات كرة القدم.إي يو (الإنجليزية)
- باسكال أوجيغوي على موقع بيانات كرة القدم. دي إي (الألمانية)
- باسكال أوجيغوي على موقع ناشيونال فوتبول تيمز (الإنجليزية)
- باسكال أوجيغوي على موقع عالم كرة القدم.نت (الإنجليزية)